# Marbella (serie de televisión)
Marbella es una serie de televisión por internet española de thriller creada por Alberto Marini y Dani de la Torre para Movistar Plus+, basada en el reportaje Marbella, sede global del crimen organizado de Arturo Lezcano y Nacho Carretero, que fue publicado por El País en 2021. Está producida por Buendía Estudios y protagonizada por Hugo Silva.
Se estrenó en Movistar Plus+ para el 2 de mayo de 2024. El 27 de junio de 2024, Movistar Plus+ renovó la serie por una segunda temporada.

## Trama
César es un abogado de éxito afincado en Marbella, la capital mundial de la mafia. Tiene muy claro que, para no tener problemas en la vida, hay que ser amigo de todos y no cruzar nunca ciertas líneas. Pero cuando menos se lo espera, descubre que está en ojo del huracán y quién necesita a un abogado que le salve es precisamente él.

## Reparto

### Principal
- Hugo Silva como César Beltrán
- Ana Isabelle Acevedo como Katy
- Khalid El Paisano como Yassim
- Aurora Moroni como Anne
- Fernando Cayo como Esteban Setién
- Mohamed Said como Abed
- Manuela Calle como Alexandra "Alex"
- Ignacio Mateos como Arturo

con la colaboración especial de
- Elvira Mínguez como Marta Codes

### Recurrente
- Eivaut Rischen como Ron (Episodio 1 - Episodio 3)
- Jesper Ace Jernbero como Marcus (Episodio 1 - Episodio 3)
- Miguel Ortiz como Roberto (Episodio 1 - Episodio 3)
- Jorge Cabrera como Ramiro (Episodio 1 - Episodio 3)
- Joaquín Tejada como Chisco (Episodio 1 - Episodio 3)
- Juanlu González como Nacho (Episodio 1 - Episodio 3)
- Craig Stevenson como Teddy (Episodio 1 - Episodio 3)
- Abril Montilla como Clara (Episodio 1 - Episodio 3)
- Rafa Jiménez como Manuel (Episodio 1 - Episodio 3)
- David Rodríguez como Marcos (Episodio 1 - Episodio 3)
- Carlos de Austria como Javier (Episodio 1 - Episodio 3)
- Alessandra Sironi como Daniela (Episodio 1 - Episodio 3)

### Invitado
•Gabriel Dan ( episodio 5)
- Daniele Fileti como Claudio D'Addario (Episodio 1; Episodio 3)
- Massimo Ferroni como Giovanni (Episodio 1; Episodio 3)
- Nikolaos Brahimllari como Adrian (Episodio 1; Episodio 3)
- Michael John Treanor como John Charles White (Episodio 1; Episodio 3)
- Oleg Kricunova como Mirko (Episodio 1; Episodio 3)
- Isaac Dos Santos como Roy (Episodio 1; Episodio 3)
- Rachel Lascar como Endrika Spans (Episodio 1; Episodio 3)
- Ricardo Álvarez-Ossorio Fernández como Juez Ricardo (Episodio 1; Episodio 3)
- Andrés Simarro como Paco (Episodio 1; Episodio 3)
- Manuel Soro como Moratti (Episodio 1; Episodio 3)
- Moha Amazian como Moha (Episodio 2 - Episodio 3)
- Macarena de Rueda como Laura (Episodio 2)
- Víctor Castilla como Luis (Episodio 2)
- Mapi Plácido como Eva (Episodio 2)
- Elia Navaroa como María (Episodio 2)
- Sandy Anell García como Carmela (Episodio 2)

## Episodios
| N.º | Título       | Dirigido por                    | Escrito por                                                        | Fecha de lanzamiento original |
| --- | ------------ | ------------------------------- | ------------------------------------------------------------------ | ----------------------------- |
| 1   | «Episodio 1» | Dani de la Torre y Óskar Santos | Argumento: Alberto Marini y Dani de la Torre Guion: Alberto Marini | 2 de mayo de 2024             |
| 2   | «Episodio 2» | Dani de la Torre y Óskar Santos | Argumento: Alberto Marini y Dani de la Torre Guion: Alberto Marini | 2 de mayo de 2024             |
| 3   | «Episodio 3» | Dani de la Torre y Óskar Santos | Argumento: Alberto Marini y Dani de la Torre Guion: Alberto Marini | 9 de mayo de 2024             |
| 4   | «Episodio 4» | Dani de la Torre y Óskar Santos | Argumento: Alberto Marini y Dani de la Torre Guion: Alberto Marini | 16 de mayo de 2024            |
| 5   | «Episodio 5» | Dani de la Torre y Óskar Santos | Argumento: Alberto Marini y Dani de la Torre Guion: Alberto Marini | 23 de mayo de 2024            |
| 6   | «Episodio 6» | Dani de la Torre y Óskar Santos | Argumento: Alberto Marini y Dani de la Torre Guion: Alberto Marini | 30 de mayo de 2024            |

## Producción
En julio de 2021, Movistar+ anunció que estaba preparando una serie sobre el crimen organizado en la Costa del Sol, en colaboración con los periodistas Arturo Lezcano y Nacho Carretero, quienes en abril de ese año habían publicado un reportaje sobre el tema en El País; y el dúo formado por el guionista Alberto Marini y el director Dani de la Torre, quienes ya trabajaron para la plataforma en La unidad. Dos años, después, en mayo de 2023, se anunció que el rodaje de la serie, de título Marbella, había comenzado en la ciudad homónima. Más adelante, se anunció que Hugo Silva y Ana Isabelle protagonizarían la serie. Además de en Marbella, el rodaje de la serie también tuvo lugar en Cádiz y en localizaciones de Gran Canaria.

## Lanzamiento y marketing
A finales de enero de 2024, Movistar Plus+ anunció inicialmente que Marbella se iba a estrenar en abril de 2024 en su plataforma, sin embargo, en febrero de 2024 se anunció que la serie sería retrasada hasta mayo. El 18 de marzo de 2024, Movistar Plus+ sacó el tráiler de Marbella y programó su estreno para el 2 de mayo de 2024, con doble episodio.

## Recepción
Marbella ha recibido críticas generalmente positivas por parte de los críticos. Andrés Salas de Cinemanía escribió que el resultado "se puede apreciar en pantalla" y que "además del cuidado de la ambientación y el vestuario, en muchas ocasiones muy ostentoso, también funciona muy bien el reparto" y apreció su retrato de la ciudad homónima concluyendo que "retrata muy bien lo que es el crimen organizado en el sur de nuestro país, sin caer en el sensacionalismo ni el morbo". Pedro Zárate de Vertele dijo que la serie "se mueve entre la realidad, la crudeza de las historias de mafiosos y ese tono canalla y socarrón que a veces acompaña a las películas del rey del género, Martin Scorsese" y que el casting de Hugo Silva "encaja perfectamente con [el] deseo [de la serie de ser menos lúdica y más seria que El lobo de Wall Street]", además de describirla como "un paso natural para el equipo de La unidad" ya que "mantiene intactas muchas de las señas de identidad de su predecesora, como son su cuidada puesta en escena, su estimable ritmo, su riqueza en los detalles y un guion que se preocupa por llevar al espectador hasta el final", aunque también citó "lo enrevesada que se vuelve, por momentos, la historia que se cuenta", concluyendo que la serie es "otra de esas series que dan fuerza a[l] catálogo original [de Movistar Plus+]" Pere Solà Gimferrer de La Vanguardia escribió que la serie "no es (ni pretende ser) La unidad, por más que haya elementos o escenas que ven unos intereses en el tándem creativo formado por De la Torre y Marini [...] prefieren un tono más lúdico" y elogió la interpretación de Silva diciendo que "está tan cómodo en el papel que a ratos incluso cruza la raya de lo irritante [...] pero nunca pierde la seguridad que requiere su condición de protagonista", concluyendo que "se debe ver como un entretenimiento sólido donde cada pieza funciona durante los seis episodios".
Àlex Montoya de Serielizados escribió que "en su detallada mirada al narcotráfico, las venganzas y los asesinatos, apostada al lado de la denuncia, también hay una clara apuesta por el puro entretenimiento" y que "hay una serie de recursos narrativos y formales que emparentan a Marbella con el cine del genio neoyorquino [Martin Scorsese]", además de elogiar la interpretación de Silva describiendo al actor como como "inspiradísimo [...] se echa la serie a los hombros con toneladas de carisma y muchísimo sentido del humor" y añadir que el director Dani de la Torre y el guionista Alberto Marini "vuelven a mostrar su buenísimo pulso para dibujar la tensión que se respira en un entorno de amenazas, ajustes de cuentas y disparos en la nuca". Wanchope de El Séptimo Arte le dio a la serie un 7,5 de 10, escribiendo que la serie "es, a grandes rasgos, uno de esos relatos criminales que ni nos cansamos de ver ni nos cansaremos de ver mientras se sigan contando con elegancia, dinamismo y energía" y que "puede que no rompa moldes pero no por ello honra al que recurre con orgullo, talante, elegancia y sobre todo energía", concluyendo que es "una notable serie altamente eficiente y satisfactoria que sin embargo no se siente única. O imprescindible". Juan Arcones de El Televisero escribió que la serie "funciona desde sus primeros compases" y que cuenta "con una muy buena factura visual. Y, sobre todo, con dos creadores que entienden su propia serie y saben por dónde quieren llevarla, aunque a veces se pierdan en tramas y giros que no llevan a ningún lado", además de elogiar la banda sonora y la dirección de arte y añadir que Silva "brilla" como el personaje de César, del cual dijo que "sus rupturas de la cuarta pared y sus monólogos y apuntes en off dan a la serie un gran dinamismo. Y, por qué no decirlo, un humor diferente, que aunque no siempre funciona, nos ayuda a entender al personaje y sus acciones", concluyendo que la serie, para de la Torre y Martini, es "un salto de calidad en su carrera, y un paso lógico en sus proyectos".